# Éclipse solaire du 27 février 2082
L'éclipse solaire du 27 février 2082 est une éclipse annulaire.

## Parcours
L'éclipse débutera dans l'océan Pacifique Sud, traversera l'Amérique du Sud par le Pérou, le nord du Brésil (Amazonie) et la Guyane française, puis traversera tout l'océan Atlantique pour toucher l'Europe (en soirée) par la Galice et le nord du Portugal ; elle traversera ensuite la France métropolitaine : une grande partie sud allant de l'Aquitaine aux Alpes sera dans la bande d'annularité), une grande partie de la Suisse, l'Italie du Nord, le sud de l'Allemagne, pour finir en Autriche et en Slovénie et sa frontière avec la Croatie jusqu'à Zagreb au coucher du Soleil.

## Particularité
La bande d'annularité de cette éclipse croisera celle immédiatement précédente du 3 septembre 2081, dans l'est de la France près de la frontière franco-suisse ; puis cela continuera en Suisse, en Italie du Nord, sud de l'Allemagne et en Autriche, jusqu'à la fin de son parcours.
→ À une saison d'éclipses d'intervalle, il y aura donc 2 éclipses centrales qui se suivront dans ces régions d'Europe. Une telle proximité dans le temps entre ces deux évènements, dans une même région, est rarissime.